# Procesul pterigoid
Procesele pterigoide (Processus pterygoideus ossis sphenoidalis) sunt două apofize verticale a osului sfenoid, ce se desprind de pe partea inferioară a corpului și a aripilor mari ale osului sfenoid. Fiecare proces pterigoid este format din două lame: una laterală — lama laterală (Lamina lateralis processus pterygoidei) și alta medială — lama medială (Lamina medialis processus pterygoidei). Părțile superioare a acestor lame sunt unite anterior, însă separate în partea inferioară de incizura pterigoidiană (Incisura pterygoidea)
Procesul pterigospinos sau procesul Civinini (Processus pterygospinosus) este o proeminență ascuțită pe marginea posterioară a lamei laterală a procesului pterigoid de pe care pleacă ligamentul pterigospinos (Civinini) (Ligamentum pterygospinale), ce leagă acest proces cu spina sfenoidului (Spina ossis sphenoidalis). Uneori ligamentului pterigospinos se osifică, în acest caz se formează un orificiu între marginea superioară a ligamentului și baza craniului - orificiul pterigospinal (Civinini) (Foramen pterygospinale) prin care trec ramurile nervului mandibular spre mușcii temporal, maseter și pterigoid lateral. Orificiul pterigospinal se formează în cazul osificării ligamentului pterigospinos.

## Porțiunea comună a lamei laterale și mediale
- Rădăcina sau baza proceselor pterigoide este perforată antero-posterior de canalul pterigoidian sau canalul vidian (Canalis pterygoideus). Orificiul posterior al canalului se află dedesubtul lingulei sfenoidale, iar orificiul anterior se deschide dedesubtul găurii rotunde în fosa pterigopalatină. Prin acest canal fosa pterigopalatină comunică cu exobaza craniului. Prin canalul pterigoidian trece artera canalului pterigoidian (Arteria canalis pterygoidei) și nervul canalului pterigoidian (Nervus canalis pterygoidei).
- Fața anterioară a rădăcinii procesului pterigoid, unde se unesc cele două lame este triangulară și participă la formarea peretelui posterior al fosei pterigopalatine. Pe această față se află un șanț vertical - șanțul pterigopalatin (Sulcus pterygopalatinus), care pleacă de la canalul pterigoidian (Canalis pterygoideus), coboară în jos și e transformat în canalul palatin mare (Canalis palatinus major) cu ajutorul unor șanțuri similar (Sulcus palatinus major) de pe maxilă și procesul piramidal al palatinului. Prin canalul palatin mare fosa pterigopalatină comunică cu cavitatea bucală.
- În partea inferoposterioară, între lamele medială și laterală rămâne o despicătură triunghiulară, incizura pterigoidiană (Incisura pterygoidea), aflată sub fosa pterigoidă. În incizura pterigoidiană pătrunde procesul piramidal al osului palatin, care se articulează cu marginile acestei incizuri, completând fosa pterigoidiană.
- Posterior, lamele laterală și medială se depărtează, și formează între ele o depresiune adâncă, numită fosa pterigoidă (Fossa pterygoidea), în care se inseră mușchiul pterigoidian medial (Musculus pterygoideus medialis) și tensor al vălului palatin (Musculus tensor veli palatini).